# Yağmur Öztürk
Yağmur Öztürk (* 1996 in Ankara) ist eine türkische Schauspielerin.

## Leben und Karriere
Öztürk wurde 1996 in Ankara geboren. Sie studierte an der Fakultät für Kommunikation der Başkent Üniversitesi. Ihr Debüt gab sie 2014 in der Fernsehserie Beni Affet. 2015 moderierte sie die Sendung Bizim Kuşak. Von 2019 bis 2020 war sie in Sevdim Seni Bir Kere zu sehen. Anschließend spielte sie in Anneler mit.
Außerdem wurde sie für die Serie Son Nefesime Kadar gecastet. Zwischen 2022 und 2023 bekam Öztürk in Yazgı eine Hauptrolle. 2023 trat sie in Başım Belada auf.

## Filmografie
Serien
- 2014–2018: Beni Affet
- 2019–2020: Sevdim Seni Bir Kere
- 2020–2021: Anneler
- 2022: Son Nefesime Kadar
- 2022–2023: Yazgı
- 2023: Başım Belada

## Moderation

### Ehemalig
- 2015–2016: Bizim Kuşak, Ege TV